# Transportes da Argentina

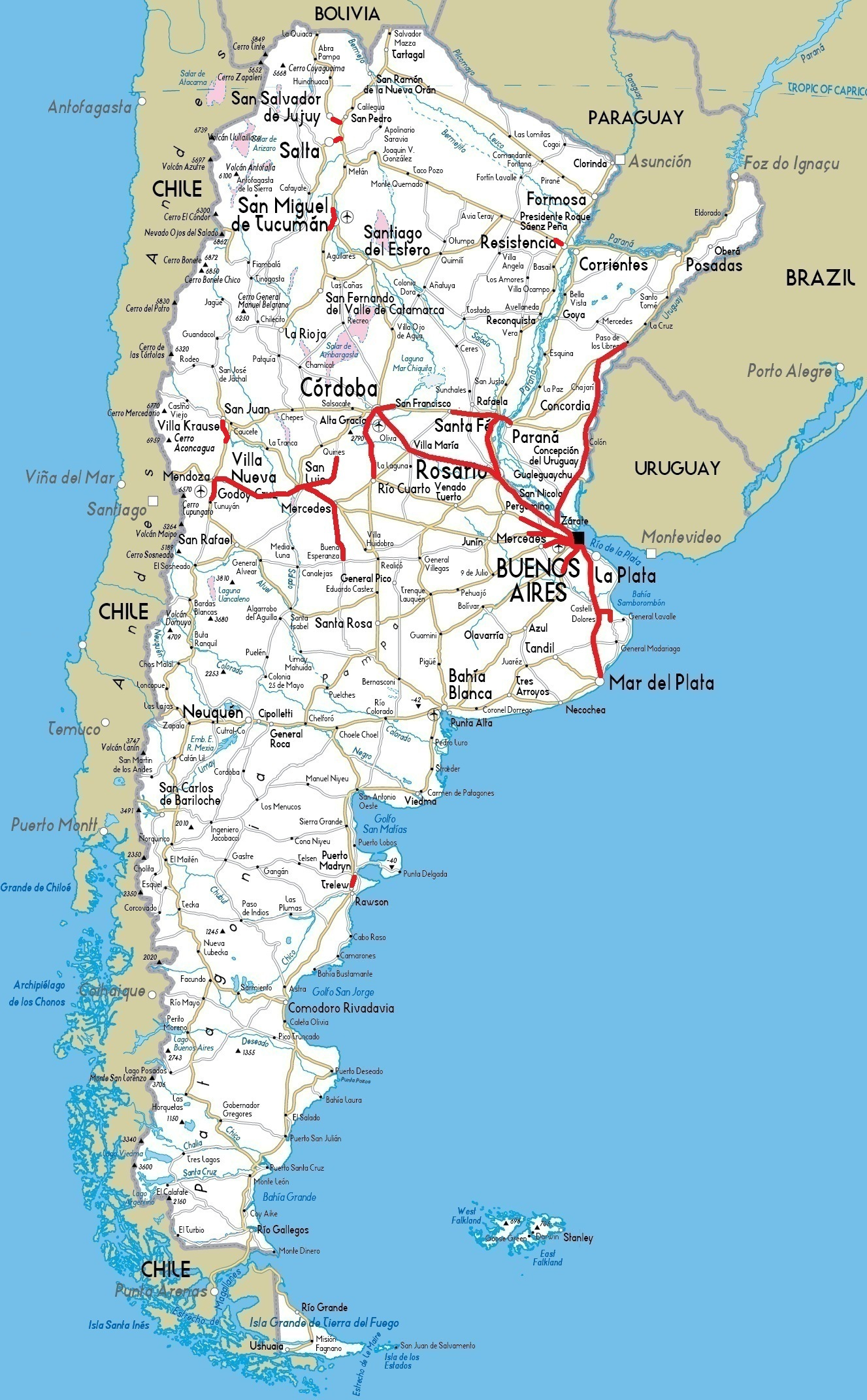
Rodovias duplicadas da Argentina, na cor vermelha

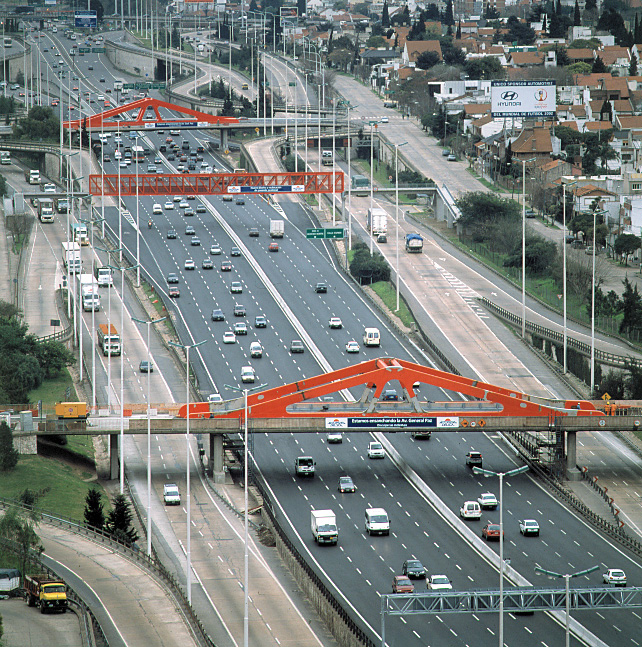
Autopista em Buenos Aires: A Avenida General Paz.

O transporte da Argentina é baseado principalmente em uma complexa rede de rotas, atravessada por longa distância, relativamente composta por ônibus e por caminhões de carga. O país também tem um considerável número de aeroportos nacionais e internacionais. A importância do transporte ferroviário é menor atualmente, embora, no passado, foi amplamente utilizado e agora recupera impulso após a renacionalização das redes de transporte regional e de mercadorias do país. O transporte fluvial é usado principalmente para a movimentação de cargas.
Dentro das áreas urbanas, o sistema de transporte principal é o terrestre, onde os ônibus coletivos e os veículos particulares são predominantes. Linhas de ônibus transportam milhões de pessoas todos os dias nas grandes cidades argentinas e suas áreas metropolitanas, bem como um sistema de transporte rápido de ônibus conhecido como Metrobus. Buenos Aires possui, adicionalmente, um metrô, o único no país, e a Grande Buenos Aires é servida por um sistema de trens suburbanos.

## Transporte público
A maioria das pessoas utilizam o transporte público ao invés de veículos particulares para se movimentar nas cidades, especialmente nas horas comuns. Andar de bicicleta está se tornando cada vez mais comum como resultado de uma crescente rede de ciclovias em cidades como Buenos Aires e Rosário.
O Coletivo (autocarros urbanos) cobrem as cidades com numerosas linhas. Coletivos muitas vezes atravessam as fronteiras municipais nas áreas metropolitanas correspondentes. Em alguns casos, há diferenciales (serviços especiais) que são mais rápidos, e notavelmente mais caros. Linhas de ônibus em uma determinada cidade podem ser executadas por diferentes empresas privadas e/ou pelo poder público municipal, e eles podem ser pintados em cores diferentes para facilitar a identificação. A cidade de Buenos Aires nos últimos anos tem vindo a expandir o sistema Metrobus de BRT para complementar a sua atual rede de metrô, e estima-se que, juntamente com outras medidas, vai aumentar o uso do transporte público em 30%.
Os trens suburbanos conectam Buenos Aires com sua região metropolitana. Diariamente, mais de 1,4 milhão de pessoas se deslocam para a capital argentina para o trabalho e outros negócios. As linhas mais movimentadas são as elétricas, várias são a diesel, enquanto alguns deles estão atualmente a ser eletrificados, enquanto que o material circulante está sendo substituído em toda a cidade.
Outras cidades argentinas também contam com um sistema de trens suburbanos, tais como Resistência , Paraná e Mendoza. A rede de trens urbanos em Córdova está prevista para complementar o já existente Trem das serras, que atualmente atravessa a cidade para cidades e vilas próximas.